# Christopher Mamengi
Christopher Mamengi, né le 3 janvier 2001 aux Pays-Bas, est un footballeur néerlandais, qui évolue au poste de défenseur central à Almere City.

## Biographie

### En club
En avril 2018, il prolonge son contrat avec Utrecht jusqu'en 2021.

### En équipe nationale
Avec les moins de 17 ans, il participe au championnat d'Europe des moins de 17 ans en 2018. Lors de cette compétition, il joue cinq matchs. Les Pays-Bas remportent le tournoi en battant l'Italie en finale après une séance de tirs au but.

## Palmarès

### En sélection
- Vainqueur du championnat d'Europe des moins de 17 ans en 2018 avec l'équipe des Pays-Bas des moins de 17 ans